# Integrale di Henstock-Kurzweil
In analisi matematica, l'integrale di Henstock-Kurzweil è una possibile definizione di integrale per una funzione di variabile reale. Il concetto è stato introdotto indipendentemente da Ralph Henstock e da Jaroslaw Kurzweil a partire dal 1957.
È noto anche come integrale di gauge o come integrale di Riemann generalizzato, in quanto la sua definizione è portata avanti come generalizzazione di quella dell'integrale di Riemann.
In una sola dimensione è più generale dell'integrale di Lebesgue, rendendo integrabili su un certo insieme tutte le funzioni che ammettono quasi ovunque una primitiva su quell'insieme.

## Introduzione storica
Anche dopo la definizione di integrale di Lebesgue, era impossibile affermare la validità generale del secondo teorema fondamentale del calcolo integrale: rimanevano, infatti, alcune funzioni che possedevano primitiva ma che non erano integrabili, neanche su intervalli limitati di {\displaystyle \mathbb {R} }; ciò riguardava ovviamente funzioni con comportamento abbastanza "patologico", come può essere una funzione che presenta un asintoto verticale in un punto. Il problema non era trascurabile per le sue implicazioni nello studio delle equazioni differenziali.
Il primo a interessarsi della questione fu Arnaud Denjoy, che nel 1912 riuscì a dare una definizione di integrale che soddisfaceva in pieno questo requisito, cioè tale che la seguente affermazione fosse vera:
Se una funzione {\displaystyle f\colon [a,b]\to \mathbb {R} } è derivabile, allora la sua derivata è integrabile e vale
{\displaystyle \int _{a}^{b}\!f'(x)\,\mathrm {d} x=f(b)-f(a).}
Questo risultato generalizza infatti i corrispondenti teoremi riguardanti Riemann e Lebesgue perché l'integrabilità della derivata è una tesi, non una ipotesi. La sua definizione era però particolarmente complicata, perché faceva uso della nozione di induzione transfinita per gestire le singolarità che entravano in gioco.
Solo due anni più tardi, Oskar Perron diede un'altra definizione che risolveva anche il problema dell'"integrabilità delle derivate". Il suo integrale era dato in termini di funzioni maggioranti e funzioni minoranti, con un linguaggio estremamente diverso da quello di Denjoy, eppure è stato dimostrato che le due definizioni sono equivalenti: ogni funzione Denjoy-integrabile è Perron-integrabile con stesso valore dell'integrale e viceversa.
Negli anni cinquanta, infine, il britannico Ralph Henstock e il ceco Jaroslaw Kurzweil hanno dato, indipendentemente, una nuova definizione di integrale, che sfrutta una leggera generalizzazione della definizione di Riemann. Anche questa definizione risulta equivalente a quella di Denjoy, ma è formulata in un modo nettamente più familiare e comprensibile delle altre.

## Definizione
La definizione originale è data per funzioni {\displaystyle f\colon [a,b]\to \mathbb {R} } definite su intervalli compatti a valori reali. Come per l'integrale di Riemann, si lavora con partizioni dell'intervallo {\displaystyle [a,b]}. A differenza di quest'ultimo, però, la scelta dei punti interni ad ogni sottointervallo della partizione non è arbitraria, ma deve soddisfare un'ulteriore ipotesi di regolarità. Infatti saranno ammissibili per formare una somma di Riemann solo partizioni {\displaystyle \{I_{j}\}} che, insieme con un certo numero di punti di scelta {\displaystyle t_{j}\in I_{j}}, soddisfano un criterio detto di {\displaystyle \delta }-finitezza, che si enuncia come
{\displaystyle I_{j}\subset (t_{j}-\delta (t_{j}),t_{j}+\delta (t_{j})),}
dove {\displaystyle \delta } è una funzione strettamente positiva definita su {\displaystyle [a,b]}. La coppia {\displaystyle (\{t_{j}\},\{I_{j}\})} punti di scelta-sottointervalli si dice per brevità una partizione puntata {\displaystyle \delta }-fine e la funzione {\displaystyle \delta } una gauge.
A questo punto si può dire che:
La funzione {\displaystyle f\colon [a,b]\to \mathbb {R} } ha integrale di Henstock-Kurzweil uguale al valore {\displaystyle A} se per ogni {\displaystyle \varepsilon >0} esiste una funzione di gauge {\displaystyle \delta } tale che ogni partizione puntata di {\displaystyle [a,b]} {\displaystyle \delta }-fine soddisfa
{\displaystyle \left|\sum _{j=1}^{n}(f(t_{j})\cdot |I_{j}|)-A\right|<\varepsilon .}
Il primo termine della disuguaglianza sopra è esattamente la somma di Riemann di {\displaystyle f} relativa ai punti {\displaystyle t_{j}} e agli intervalli {\displaystyle I_{j}} ({\displaystyle |I_{j}|} rappresenta la misura dell'intervallo {\displaystyle I_{j}}). Notiamo infatti che tale definizione è quasi uguale a quella di Riemann; le differenze si limitano al sostituire una costante {\displaystyle \delta } positiva con una funzione positiva e la condizione "mesh minore di {\displaystyle \delta }" con quella di "{\displaystyle \delta }-finitezza".
Questa generalizzazione, che potrebbe sembrare leggera, in realtà è fondamentale, perché corrisponde all'idea di poter definire un {\displaystyle \delta } per ogni punto di {\displaystyle [a,b]} e quindi alla possibilità di approssimare meglio il comportamento della funzione, in zone dove essa abbia un comportamento più "patologico" perché molto oscillatorio, o perché essa presenta un asintoto, mediante partizioni localmente più raffinate.

### Osservazione
La definizione si basa sulla proprietà di {\displaystyle \delta }-finitezza di una partizione puntata, ma l'assenza totale di ipotesi sulla funzione {\displaystyle \delta } potrebbe far nascere dei dubbi riguardo all'esistenza di partizioni {\displaystyle \delta }-fini per gauge "bizzarre". Fortunatamente un lemma dovuto a Pierre Cousin, del secolo precedente e non collegato alla teoria dell'integrazione, assicura proprio che partizioni {\displaystyle \delta }-fini esistano per ogni funzione positiva {\displaystyle \delta }. La dimostrazione di questo risultato coinvolge la completezza dei reali, e questo, in alcuni casi, potrebbe essere visto come una piccola limitazione della teoria.

## Proprietà
Come è stato detto nell'introduzione, questo teorema soddisfa una versione generale del teorema fondamentale del calcolo integrale: se una funzione è derivabile, allora la sua derivata è integrabile e soddisfa la formula fondamentale del calcolo. Ci sono tuttavia altre proprietà interessanti che esso soddisfa: innanzitutto, esso estende l'integrale di Riemann, come è facile capire analizzando la somiglianza delle definizioni. Molto meno immediato, ma forse più importante, è che l'integrale di Henstock-Kurzweil estende anche l'integrale di Lebesgue, assicurando così una base di funzioni integrabili molto ampia, che include molte funzioni di grande importanza nelle applicazioni.
Inoltre, valgono come per l'integrale di Lebesgue i teoremi di convergenza monotona e dominata. Una differenza rispetto a quest'ultimo è però che l'integrabilità di una funzione non implica quella del suo valore assoluto. Si verifica infatti che, se una funzione è integrabile, il suo modulo è anch'esso integrabile se e solo se la sua funzione integrale è a variazione limitata. Da questa limitazione deriva un lato in prima analisi negativo della teoria, cioè che lo spazio funzionale delle funzioni integrabili su un determinato dominio è sì uno spazio vettoriale, ma non è stata trovata una norma che lo renda di Banach. Particolarmente usata su {\displaystyle [a,b]} risulta la norma di Alexiewicz
{\displaystyle \sup \left\{\left|\int _{a}^{x}f\right|,a<x\leq b\right\}.}
Tale funzione soddisfa le proprietà di una norma quando vengono identificate due funzioni uguali quasi ovunque (altrimenti è una seminorma), come nella teoria di Lebesgue.

## Integrazione su intervalli illimitati
La costruzione di Henstock e Kurzweil risolve anche un altro lato negativo dell'integrale di Riemann, cioè il problema dell'integrazione impropria: dando infatti una appropriata definizione di gauge su un intervallo illimitato, si verifica il seguente risultato:
Se {\displaystyle f\colon [a,+\infty ]\to \mathbb {R} } è integrabile su ogni intervallo limitato {\displaystyle [a,c]}, allora è integrabile su tutto {\displaystyle [a,+\infty ]} se e solo se esiste finito il limite {\displaystyle \lim _{c\to +\infty }\int _{a}^{c}f}. In tal caso, vale l'uguaglianza
{\displaystyle \int _{a}^{+\infty }f=\lim _{c\to +\infty }\int _{a}^{c}f.}
È da sottolineare che la precedente formula, che nell'integrale di Riemann era una definizione, in questa teoria è una tesi. Questo teorema (che si può adattare anche per l'altra tipologia di integrale improprio) è dovuto a Heinrich Hake.